# Víctor González (ciclista)
Víctor González (nascido em 29 de janeiro de 1957) é um ex-ciclista uruguaio. Representou Uruguai durante os Jogos Olímpicos de 1976, em duas provas: corrida em estrada e perseguição por equipes.